# 自然罪惡
自然罪恶是罪恶的一種，“任何非神圣的行为都需要在道德上负责”。 其他基督教神学家则拒绝了这一定义，并认为，自然道德是原罪的间接结果，就像道德罪恶一样，尽管道德罪恶定義為“人类的活动直接造成”。  但无神论者认为，自然罪恶的存在就是在挑戰全善、全能、全善的上帝。 

## 自然罪恶的本质
道德罪恶源于犯罪者，或故意犯罪的人，这种標籤為蔑视了某些罪惡职责或从事了某些恶习的人。自然罪恶則只有受害者，通常被认为是自然过程的结果。这样确定的“罪恶”仅从受影响者的角度来看是罪恶的，他们认为这是一种苦难。例子包括癌症，先天缺陷，龙卷风，地震，海啸，飓风和其他造成痛苦的现象，这些现象显然没有伴随的缓解作用。这种现象对受害者造成了“罪恶”，但没有肇事者应受指责。
尽管有些人认为各种“上帝的作为”是邪恶的，但上帝允许罪恶的行为是因为他赋予了人类自由意志。這自然伴随着选择的自然后果（如禁果）。
在圣经中，上帝被描绘成最终的创造者和肇事者，因为“太阳，月亮和星星，天体活动，云，露水，霜冻，冰雹，闪电，雨，雪，雷电和风都受上帝的约束。” 归因于上帝的自然罪恶例子如下：
》1:19）。

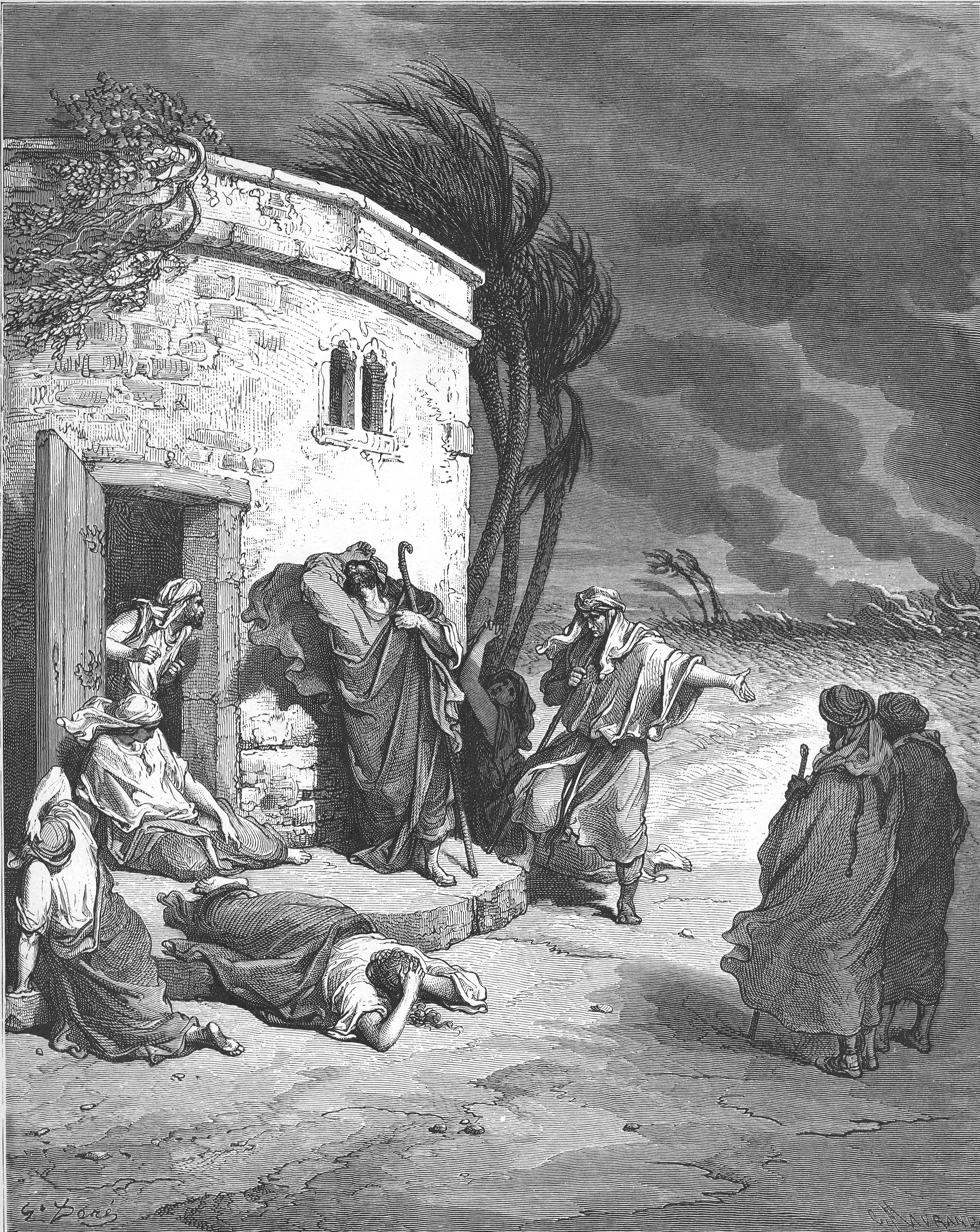
古斯塔夫多雷，圣经：“烏斯地有一個人名叫約伯。那人完全、正直，敬畏神，遠離惡事。”（約伯記1：1-22）
- 看哪，我要使洪水泛滥在地上，毁灭天下，凡地上有血肉、有气息的活物，无一不死。（《创世记》6：17）。
- 摩西向天伸杖，耶和華就打雷下雹，有火閃到地上；耶和華下雹在埃及地上。（《出埃及记》9:23）。
- 有暴風從曠野那裏颳來，把屋子吹倒，屋裏的人都被壓死，只有我一個人倖免，來向你報信。（[《[約伯記

- 我萬軍之耶和華在忿恨中發烈怒的日子，必使天震動，使地搖撼，離其本位。（《以赛亚书》13:13）。
- 你們要白白地勞力，因為你們的地不出土產，其上的樹木也不結果子。（利26：19-20）。
- 對南方的樹林說：『要聽耶和華的話！主耶和華如此說：我必使火在你中間著起，燒滅你中間的一切青樹和枯樹，猛烈的火焰必不熄滅。從南到北，人的臉面都被燒焦。（《以西结书》20:47）。

传统有神论者（例如托马斯·阿奎那 ）区分了上帝的意愿和上帝的允许，声称尽管上帝允许邪恶，但他不会做。一些现代开放有神论者对此表示赞同，例如格雷戈里·博伊德認為：“上帝的善良无法完全控制，在任何意义上都会成為邪恶。” 阿奎那部分地从主要和次要因果关系方面解释了这一点，因果关系是上帝是世界的主要原因，而不是世界上发生的一切的次要（或内在）原因。这些记载通过人类堕落的故事解释了自然罪恶的存在，人类的堕落不仅影响了人类，也影响了自然（创世记3：16-19）。

特别是自宗教改革以来，上帝的旨意和上帝的允许之间的区别、以及主要因果和次要因果关系之间的区别一直存在争议，特别是约翰·加尔文。在这一传统的现代继承者中，马克·R·塔尔伯特（Mark R. Talbot）将邪恶归于上帝：“上帝的统御是一切发生的最终原因，包括所有罪恶者和事物的存在以及任何邪恶行为或事件的发生。”上帝对一切事情的预言和直接意愿的解說导致了双重预定論和有限的赎罪学说。 

## 自然与道德罪恶
让·雅克·卢梭回应了伏尔泰对乐观主义者的批评，指出为宣布1755年里斯本地震为自然之灾而需要进行的价值判断，忽略了人类应为里斯本市的建设和组织而付出的努力这一事实。因为災害已经加剧了他们的痛苦程度。毕竟，倒塌的建筑物、火灾和人类的封闭生活导致了很多人死亡。
對於自然灾害，屬於自然罪惡还是道德罪惡的问题亦有爭議，例如对全球变暖的影响有了新的认识，这一问题变得更加复杂。但是，即使在工业革命开始之前（许多人认为这是全球变暖的起点），自然灾害（例如地震，火山，海啸，洪水，火灾，疾病等）依舊经常发生，不能归因于对人类的行动。但是，人类行为加剧了自然灾害的恶果。世界自然基金會（WWF）表示，人类活动是将“极端天气事件转变为更大的自然灾害”的关键因素。例如，人类的“森林砍伐和洪泛区开发”将降雨变成“毁灭性的洪水和泥石流”。当人类破坏沿海珊瑚礁，砍伐红树林，破坏沙丘系统或清理沿海森林时，“极端沿海事件将造成更多的生命损失和破坏。”海啸造成的破坏“根据珊瑚礁的保护程度和剩余的红树林覆盖程度而有所不同”。 
在欧洲，人类的发展“助长了洪水的频发”。 在地震中，人们常常由于“设计和建築不当的建筑物”而受伤或死亡。 
在美国，火災并非“完全自燃”。有些火灾是由於人为因素而引起的。而在“偏远、容易引起火災的地区”建造建筑物会造成更大的財物损失。 在西方，塵土飛揚“导致严重的人类健康问题”被证明是“人类活动的直接结果，而不是自然災害的一部分。” 
总之，有证据表明，某些“自然罪惡”是人类活动造成的，因此包含道德上的罪恶元素。

## 挑战宗教信仰
自然罪恶是在讨论罪恶問題和神義論問題時通常使用的术语，指的是事物状态，这些状态本身就是自然世界的一部分，因此独立于能動性的干预。自然罪惡和道德罪恶都是对宗教信徒的挑战。许多无神论者声称，自然罪恶证明没有上帝，即使有上帝都不是全能、全善，因为全善的上帝不会允许这样的罪恶发生在祂的创世。

## 參看
- 自然神論
- 聖經
- 神學